# Hepatus scaber
Hepatus scaber is een krabbensoort uit de familie van de Aethridae. De wetenschappelijke naam van de soort is voor het eerst geldig gepubliceerd in 1959 door Holthuis.